# Merléac
Merléac [mɛʁleak] est une commune française située dans le département des Côtes-d'Armor en région Bretagne.

## Géographie

### Localisation
La commune de Merléac se trouve à vol d'oiseau à 28 km au sud de Saint-Brieuc, sa préfecture de rattachement, et à 92 km à l'ouest de Rennes, la capitale régionale. La commune est située en Basse-Bretagne, à la limite avec le pays Gallo.
| Saint-Martin-des-Prés     | Le Bodéo   | Allineuc    |
|                           | Merléac    | Uzel        |
| Saint-Gilles-Vieux-Marché | Le Quillio | Saint-Thélo |

### Paysage et relief
La commune est vallonnée et présente un relief de type appalachien. La commune culmine à une altitude de 311 mètres au nord-ouest à proximité du mont Saint-Michel (321 m) situé sur la commune voisine de Saint-Martin-des-Prés. La commune est arrosée par l'Oust qui longe son territoire à l'est. La rigole d'Hilvern débute sur la commune de Merléac depuis une prise d'eau située sur l'Oust et serpente à travers la commune en suivant les lignes des courbes de niveau. L'habitat est dispersé et la plupart des villages portent des noms à consonance bretonne.
| - Carte topographique de la commune de Merléac. |

### Morphologie urbaine
Commune comprenant 5 gros hameaux : Kervéno, Boissière, Poulfaut, Saint-Léon et Lemoire.

### Hydrographie
Pour un article plus général, voir Réseau hydrographique des Côtes-d'Armor.
La commune est située dans le bassin Loire-Bretagne. Elle est drainée par l'Oust, la rigole d'Hilvern, le Kersaudy et un autre petit cours d'eau,.
L'Oust, d'une longueur de 145 km, prend sa source dans la commune de La Harmoye et se jette  dans la Vilaine à Rieux, après avoir traversé 46 communes. 
Le Rigole d'Hilvern, d'une longueur de 62 km, prend sa source dans la commune de Saint-Gonnery et se jette  dans l'Oust sur la commune, après avoir traversé huit communes. 
Le Kersaudy, d'une longueur de 12 km, prend sa source dans la commune de Saint-Gilles-Vieux-Marché et se jette  dans l'Oust sur la commune. 
Deux plans d'eau complètent le réseau hydrographique : l'étang de Bosméléac, d'une superficie totale de 59,2 ha (15,14 ha sur la commune) et l'étang de la Salle, d'une superficie totale de 11,5 ha (0 ha sur la commune),.

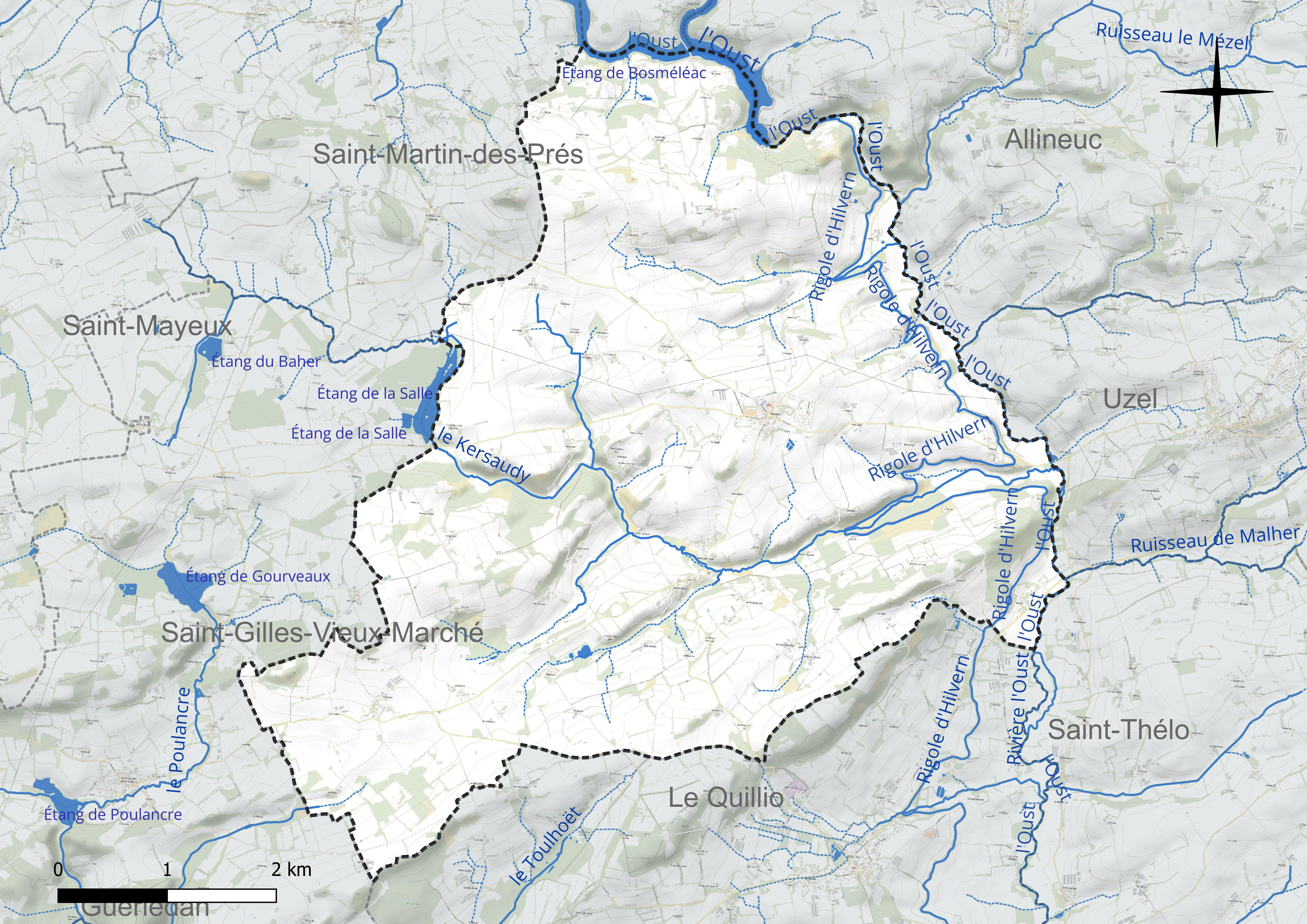
Réseau hydrographique de Merléac.

### Climat
Pour des articles plus généraux, voir Climat de la Bretagne et Climat des Côtes-d'Armor.
En 2010, le climat de la commune est de type climat océanique franc, selon une étude du CNRS s'appuyant sur une série de données couvrant la période 1971-2000. En 2020, Météo-France publie une typologie des climats de la France métropolitaine dans laquelle la commune est exposée à un climat océanique et est dans la région climatique  Finistère nord, caractérisée par une pluviométrie élevée, des températures douces en hiver (6 °C), fraîches en été et des vents forts. Parallèlement l'observatoire de l'environnement en Bretagne publie en 2020 un zonage climatique de la région Bretagne, s'appuyant sur des données de Météo-France de 2009. La commune est, selon ce zonage, dans la zone « Intérieur », exposée à un climat médian, à dominante océanique.  
Pour la période 1971-2000, la température annuelle moyenne est de 10,5 °C, avec une amplitude thermique annuelle de 11,9 °C. Le cumul annuel moyen de précipitations est de 968 mm, avec 14,9 jours de précipitations en janvier et 7,7 jours en juillet. Pour la période 1991-2020, la température moyenne annuelle observée sur la station météorologique la plus proche, située sur la commune de Plœuc-L'Hermitage à 13 km à vol d'oiseau, est de 11,1 °C et le cumul annuel moyen de précipitations est de 954,7 mm,. Pour l'avenir, les paramètres climatiques de la commune estimés pour 2050 selon différents scénarios d'émission de gaz à effet de serre sont consultables sur un site dédié publié par Météo-France en novembre 2022.

## Urbanisme

### Typologie
Au 1er janvier 2024, Merléac est catégorisée commune rurale à habitat très dispersé, selon la nouvelle grille communale de densité à 7 niveaux définie par l'Insee en 2022.
Elle est située hors unité urbaine et hors attraction des villes,.

### Occupation des sols
L'occupation des sols de la commune, telle qu'elle ressort de la base de données européenne d’occupation biophysique des sols Corine Land Cover (CLC), est marquée par l'importance des territoires agricoles (92,6 % en 2018), une proportion sensiblement équivalente à celle de 1990 (92,7 %). La répartition détaillée en 2018 est la suivante : 
terres arables (57,3 %), zones agricoles hétérogènes (25,9 %), prairies (9,4 %), forêts (6,2 %), eaux continentales (0,8 %), milieux à végétation arbustive et/ou herbacée (0,5 %). L'évolution de l’occupation des sols de la commune et de ses infrastructures peut être observée sur les différentes représentations cartographiques du territoire : la carte de Cassini (XVIIIe siècle), la carte d'état-major (1820-1866) et les cartes ou photos aériennes de l'IGN pour la période actuelle (1950 à aujourd'hui).

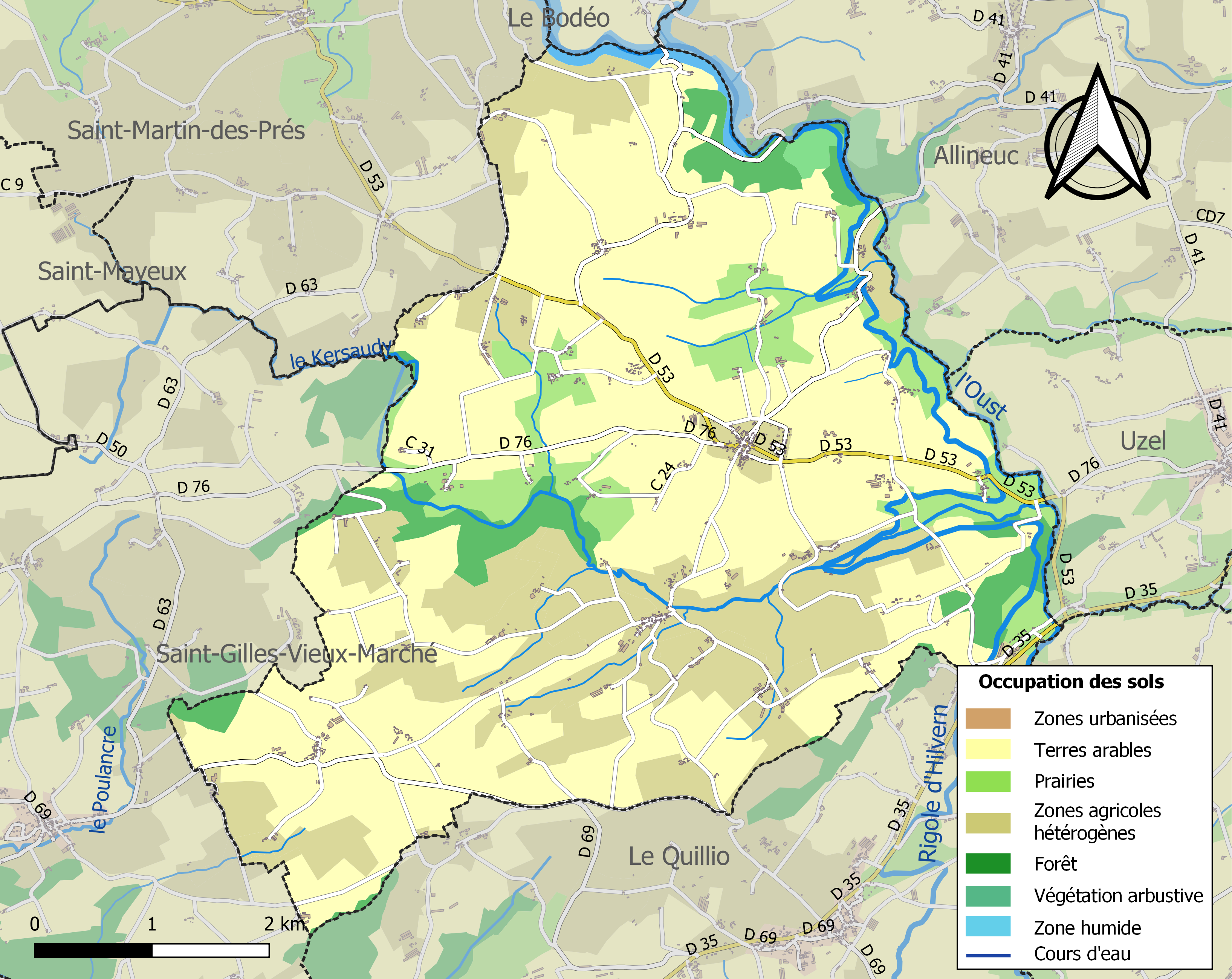
Carte des infrastructures et de l'occupation des sols de la commune en 2018 (CLC).

## Toponymie
Le nom de la localité est attesté sous les formes Mereliac en 1184 et en 1246, Mereliac et Meleriac en 1270, Merleac en 1271, Mereliacen 1274, Meleriac en 1285, Mereliac en 1291, Merleac en 1293 et en 1310, Merliac en 1317, Meleriac vers 1330, Merelijac au XIVe siècle, Mereliac  en 1426, 1535 et en 1536.
Merléac vient, semble-t-il, du latin merulius (merle).
La prononciation du nom de la localité en breton a été collectée sous la forme Merleag par Marsel Klerg.

## Histoire

### Moyen-Âge
Selon un aveu de 1471 la châtellenie de Corlay , un des trois membres de la vicomté de Rohan comprenait 12 paroisses ou trèves : « Corlé [Corlay]  (résidence seigneuriale), Saint-Martin-des-Prés, Merléac, le Quilio, Saint-Mayeuc, Saint-Gilles-Vieux-Marché, Caurel, Laniscat, Saint-Guelven, Rosquelfen, Saint-Igeau, Plussulien ».

### Temps modernes
La paroisse de Merléac, y compris sa trève de Le Quillio, comptait 4 000 communiants au XVIIIe siècle, à la veille de la Révolution française.

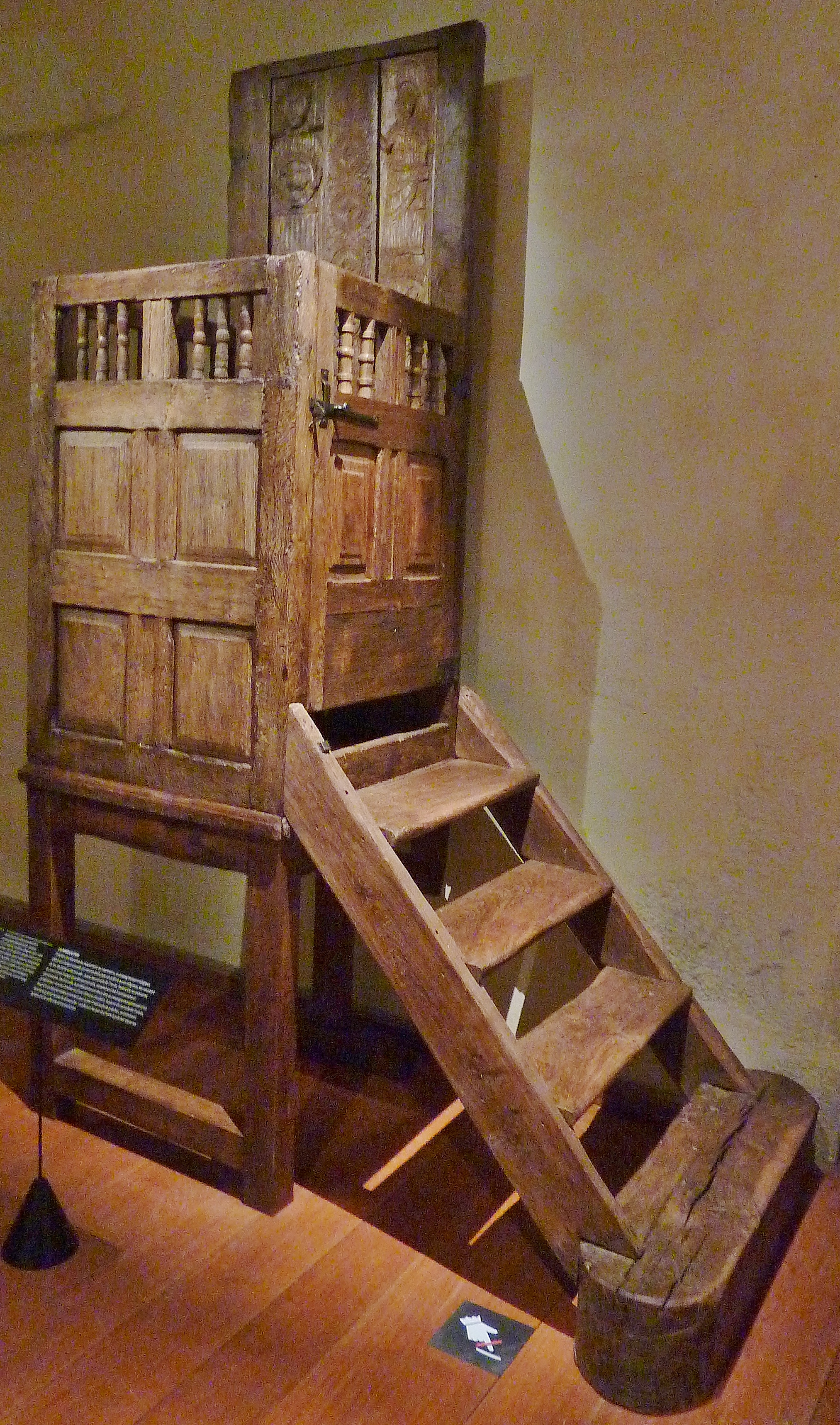
Chaire à prêcher du XVIe siècle (chapelle Saint-Jacques, village de Saint-Léon).

Nous avons aussi l'un des chemins de Saint-Jacques-de-Compostelle qui passe à travers le lieu-dit Saint-Léon où se trouve la chapelle de Saint-Jacques.

### LeXIXesiècle
On y parlait le français et le breton, selon A. Marteville et P.Varin, les continuateurs de Jean-Baptiste Ogée, au milieu du XIXe siècle.

### LeXXesiècle

#### Les guerres du XXe siècle
Le monument aux Morts porte les noms de 75 soldats morts pour la Patrie :
- 65 sont morts durant la Première Guerre mondiale.
- 9 sont morts durant la Seconde Guerre mondiale.
- 1 est mort durant la Guerre d'Algérie.

## Politique et administration
| Période                                  | Période                       | Identité                                | Étiquette            | Qualité |
| ---------------------------------------- | ----------------------------- | --------------------------------------- | -------------------- | --- |
| Les données manquantes sont à compléter. |                               |                                         |                      | |
| 1792                                     | 1815                          | Mathurin Keranterf père                 |                      | |
| 1815                                     | 1824                          | Mathurin Keranterf fils                 |                      | |
| 1824                                     | 1830                          | M. Duleslay de Quéllénec                |                      | |
| 1830                                     | 1848                          | François Glay-Bizoin                    |                      | |
| 1848                                     | 1863                          | François Rioux                          |                      | |
| 1863                                     | 1870                          | Jean-Marie Le Couèdic                   |                      | |
| 1870                                     | février 1919 (décès)          | Eustache Ollitrault-Dureste (1834-1919) | Républicain          | Propriétaire-agriculteur, président du comice agricole d'Uzel Conseiller général du canton d'Uzel (1895 → 1919) Président du conseil général des Côtes-du-Nord (1903 → 1907) (1896) |
| 1919                                     | mai 1925                      | Prosper Tilly                           |                      | |
| mai 1925                                 | mai 1929                      | François Ollitrault-Dureste             | Républicain national | |
| mai 1929                                 | 20 novembre 1933 (décès)      | Joseph Tréhiou (1862-1933)              |                      | Ancien instituteur |
| novembre 1933                            | mai 1935                      | Jean-Baptiste Jaglin                    |                      | Cultivateur |
| mai 1935                                 | mai 1945                      | Onésime Cosnay                          |                      | |
| mai 1945                                 | mai 1957 (démission)          | Célestin Lesturgeon (1898-1982)         |                      | Cultivateur, syndicaliste |
| juin 1957                                | mars 1959                     | Arthur Jaglin                           |                      | |
| mars 1959                                | mars 1965                     | Célestin Lesturgeon (1898-1982)         |                      | Cultivateur, syndicaliste |
| mars 1965                                | mars 1977                     | Paul Paillardon (1929-2020)             | UDF-CDS              | Retraité de la banque Conseiller général du canton d'Uzel (1970 → 1994) |
| mars 1977                                | 5 avril 2007 (démission)      | Georges Jégoux (1934-2011)              | SE                   | Agriculteur, maire honoraire |
| 12 mai 2007                              | En cours (au 19 janvier 2021) | Joël Carrée                             | DVD                  | Agriculteur retraité Réélu pour le mandat 2020-2026 |

## Démographie
L'évolution du nombre d'habitants est connue à travers les recensements de la population effectués dans la commune depuis 1793. Pour les communes de moins de 10 000 habitants, une enquête de recensement portant sur toute la population est réalisée tous les cinq ans, les populations de référence des années intermédiaires étant quant à elles estimées par interpolation ou extrapolation. Pour la commune, le premier recensement exhaustif entrant dans le cadre du nouveau dispositif a été réalisé en 2007.

En 2022, la commune comptait 463 habitants, en évolution de +2,66 % par rapport à 2016 (Côtes-d'Armor : +1,78 %, France hors Mayotte : +2,11 %).
| 1793  | 1800  | 1806  | 1821  | 1831  | 1836  | 1841  | 1846  | 1851  |
| ----- | ----- | ----- | ----- | ----- | ----- | ----- | ----- | ----- |
| 3 060 | 2 714 | 2 358 | 2 641 | 2 826 | 2 634 | 2 667 | 2 105 | 1 976 |

| 1856  | 1861  | 1866  | 1872  | 1876  | 1881  | 1886  | 1891  | 1896  |
| ----- | ----- | ----- | ----- | ----- | ----- | ----- | ----- | ----- |
| 1 815 | 1 739 | 1 737 | 1 688 | 1 706 | 1 588 | 1 586 | 1 502 | 1 476 |

| 1901  | 1906  | 1911  | 1921  | 1926  | 1931  | 1936  | 1946  | 1954  |
| ----- | ----- | ----- | ----- | ----- | ----- | ----- | ----- | ----- |
| 1 456 | 1 479 | 1 503 | 1 341 | 1 342 | 1 255 | 1 215 | 1 124 | 1 095 |

| 1962  | 1968 | 1975 | 1982 | 1990 | 1999 | 2006 | 2007 | 2012 |
| ----- | ---- | ---- | ---- | ---- | ---- | ---- | ---- | ---- |
| 1 023 | 885  | 763  | 639  | 506  | 509  | 509  | 509  | 479  |

| 2017 | 2022 | - | - | - | - | - | - | - |
| ---- | ---- | - | - | - | - | - | - | - |
| 434  | 463  | - | - | - | - | - | - | - |

## Vie locale
L'école communale accueille 26 élèves répartis en deux classes.

## Lieux et monuments
- Église Saint-Pierre-et-Saint-Paul ;
- Chapelle Saint-Jacques de Saint-Léon.

## Personnalités liées à la commune
- Philippe Turbin, pianiste français né en 1964 à Merléac.
- Gilbert Le Lay, coureur cycliste français né en 1952 à Merléac.